# معبد بث-ال زدک
معبد بث-ال زدک (انگلیسی: Beth-El Zedeck Temple) که در اصل به نام معبد بث-ال شناخته می‌شود، یک کنیسه تاریخی واقع در منطقه ماپلتون-فال گریک در ایندیاناپلیس، ایالت ایندیانا در ایالات متحده می‌باشد. بنای این ساختمان در ۱۹۲۴ به پایان رسید، از آن پس محل جلسات بث-ال قبل از ادغام با گروه اوهف‌زدک در سال ۱۹۲۸ بود. این ساختمان قدیمی‌ترین بنای کنیسه‌های باقی‌مانده در ایندیاناپلیس را تشکیل می‌دهد.
بنای این کنیسه تشکیل شده‌است از یک ساختمان دو طبقه دارای ساختار نئوکلاسیک با نمای خارجی آجری و دارای سقفی صاف با لبه سفالی و پایه‌های تخت و تزیینی در سراسر سقف می‌باشد. همچنین دارای یک ورودی با یک سایبان تزئینی روی درهای ورودی که توسط دو کابل کششی فولادی به ساختمان متصل شده‌است. در قسمت داخلی دارای یک مکان مقدس چوبی و بزرگ در طبقه دوم وجود دارد و کلاس‌های درس نیز در طبقه اول واقع شده‌است.
این معبد در سال ۲۰۱۹ به فهرست ثبت ملی اماکن تاریخی افزوده شد.

## تاریخچه
در سال ۱۹۱۵ گروه کوچک یهودی بث-ال تشکیل شد. آن‌ها در خانه‌های اجاره‌ای در خیابان شانزدهم و خیابان ایلینوی در شهر ایندیاناپلیس شروع به برگزاری جلسات کردند. سال بعد گسترش یافته و خانه بزرگتری را در در خیابان بیست و یکم و خیابان تالبوت اجاره کردند. این گروه در سال ۱۹۲۱ رسماً به ثبت رسید.
این گروه مذهبی زمینی در گوشه جنوب شرقی خیابان ۳۴ و خیابان راکل را برای کنیسه جدید خود انتخاب کردند، زیرا این منطقه جمعیت یهودی رو به رشدی داشت. این ساختمان در ۱۲ دسامبر ۱۹۲۵ در اولین شب جشن‌های حنوکا اهدا گردید. فرماندار ادوارد ال جکسون در مراسم اهدا شرکت کرد.
گروه بث-ال زدک در این ساختمان تا سال ۱۹۵۸ یعنی زمانی که به مکان جدیدی در شمال ایندیاناپلیس در حومه مریدین هیلز ایندیانا نقل مکان کرد، مستقر بود. سپس گروه بنای تورا تا سال ۱۹۶۷ در آن مستقر بودند. اخیراً هم که این ساختمان یک کلیسای مسیحی است.

## نوسازی
ایندیانا لندمارکس، یک سازمان حفاظت از آثار تاریخی خصوصی است که این ساختمان را در سال ۲۰۱۴ خریداری کرد. ایندیانا لندمارکس بودجه‌ای جمع‌آوری کرد تا سقف ساختمان را که سوراخ بزرگی در آن قرار داشت که قسمت داخلی ساختمان را در معرض خرابی قرار گرفته داده بود، بازسازی کند. یک زائده یا دیوارک آجری در نمای شمالی ساختمان وجود داشت که در سال ۲۰۱۶ برای کمک به مرمت کردن ساختمان برداشته شد.